# ラースロー・ヴィドツキー
ラースロー・ヴィドツキー（英語: László Vidovszky、ハンガリー語: Vidovszky László(ヴィドフスキ・ラースロー)、1944年2月25日 - ）はハンガリーの作曲家、ピアニスト。1980年代にミニマル形式の作曲を開始した。

## 経歴
1944年、ハンガリーのベーケーシュチャバで生まれた。1959年からセゲド音楽院でゲーザ・サトマーリ（Géza Szatmári）に作曲を師事し、1962年から1967年にかけてブダペスト音楽院でファルカシュ・フェレンツに師事した。1970年から1971年にかけてパリで学び、「実験音楽家の集い」（フランス語: Groupe des Recherches Musicales）やオリヴィエ・メシアンの作曲のクラスに参加した。
1970年、ゾルターン・イェネイ（Zoltán Jeney）、シャーリ・ラースロー 、エトヴェシュ・ペーテル、アルバート・サイモン（Albert Simon）と共にブダペスト新音楽スタジオを共同設立して以来、作曲家および演奏家として精力的な活動を行っている。
1972年から1984年にかけて、ヴィドツキーはブダペスト音楽院教員養成科で音楽理論を教えた。1984年にハンガリー南部に位置するペーチ大学音楽学科の学科長に抜擢され、1988年まで務めた後、1996年に同大学に新しく設立された芸術学部の初代学部長に任命された。

## 受賞・栄典
- 1983年：エルケル賞を受賞。
- 1992年：バルトーク・パーストリ賞を受賞。
- 1996年：ハンガリー共和国の「名誉あるアーティスト」（Merited Artist of the Hungarian Republic）に指名。